# اکسالی‌پلاتین
اُکسالی‌پلاتین (انگلیسی: Oxaliplatin) که با نام تجاری «اِلوکساتین» (Eloxatin) هم شناخته می‌شود و در ایران به آن «اُگزالی‌پلاتین» هم می‌گویند، یک داروی شیمی‌درمانی است که در درمان سرطان روده بزرگ کاربرد دارد. این دارو بیشتر در ترکیب با فلوروراسیل و فولینیک اسید در درمان موارد پیشرفتهٔ این سرطان استفاده می‌شود و راهِ تجویز آن، تزریق وریدی است.
عوارض شایع آن شامل خواب‌رفتگی، احساس خستگی، تهوع، استفراغ و کاهش گلبول‌های خون و عوارض جدی‌تر آن بروز واکنش‌های حساسیتی است. مصرف این دارو در دوران بارداری ممکن است به جنین صدمه بزند.
اُکسالی‌پلاتین متعلق به خانوادهٔ دارویی «ضد سرطان‌های مبتنی بر پلاتین» است که کارش را از طریق جلوگیری از همانندسازی دی‌ان‌ای انجام می‌دهد.
امتیاز انحصاری تولید این دارو در سال ۱۹۷۶ میلادی اعطا شد و در سال ۱۹۹۶ میلادی برای استفادهٔ دارویی مورد تأیید قرار گرفت و هم‌اکنون جزءِ داروهای ضروری سازمان جهانی بهداشت است که مجموعه‌ای از مؤثرترین و بی‌خطرترین داروها در سیستم سلامت هستند.
قیمت عمده‌فروشی اُکسالی‌پلاتین در کشورهای در حال توسعه، بین ۸٫۷۴ تا ۱۲۵٫۴۳ دلار آمریکا برای هر ویال است. در انگلستان نیز هر دوز ۱۰۰ میلی‌گرمی آن، ۲۹۹٫۵۰ پوند استرلینگ برای سرویس سلامت همگانی (ان‌اچ‌اس) هزینه دارد.